# Fluorid rheniový
Fluorid rheniový je anorganická sloučenina s chemickým vzorcem ReF6.

## Příprava
Fluorid rheniový se vyrábí reakcí fluoridu rhenistého s kovovým rheniem v autoklávu při teplotě 300 °C:
6 ReF7 + Re → 7 ReF6
Lze jej také připravit z prvků:
Re + 3 F2 → ReF6

## Vlastnosti
Fluorid rheniový je kapalný při pokojové teplotě. Při 18,5 °C ztuhne na žlutou pevnou látku. Teplota varu fluoridu rheniového je 33,7 °C.
Krystalová struktura, změřená při −140 °C, je ortorombická s prostorovou grupou Pnma (Číslo 62) a parametry mřížky a = 941,7 pm, b = 857,0 pm a c = 496,5 pm. Na jednu elementární buňku připadají čtyři částice. Hustota fluoridu rheniového je 4,94 g·cm−3.
Samotná molekula fluoridu rheniového (forma důležitá pro kapalnou a plynnou fázi) má oktaedrickou molekulovou geometrii, které odpovídá bodová grupa Oh. Délka vazby Re–F je 1,823 Å.

## Využití
Fluorid rheniový je komerčně používaný v elektronickém průmyslu pro nanášení filmů rhenia.